# La Nonne (massif du Mont-Blanc)
Pour les articles homonymes, voir La Nonne.
La Nonne est un sommet du massif du Mont-Blanc qui culmine à 3 340 mètres d'altitude.

## Géographie
Elle se situe au cœur du massif du Mont-Blanc, dominant la Mer de Glace à l'ouest et le glacier de Talèfre à l'est. Elle se trouve sur une arête rocheuse descendant de l'aiguille Verte (4 122 m) au nord et passant successivement par les pointes du Cardinal (3 647 m), de l'Enfant de Chœur (3 477 m) et de l'Évêque (3 469 m) pour finir à l'aiguille du Moine (3 412 m) au sud.
Sa première ascension est réalisée le 23 juillet 1890 par Auguste Cupelin, Charles, Mary et Mlle Pasteur et Claude Wilson.

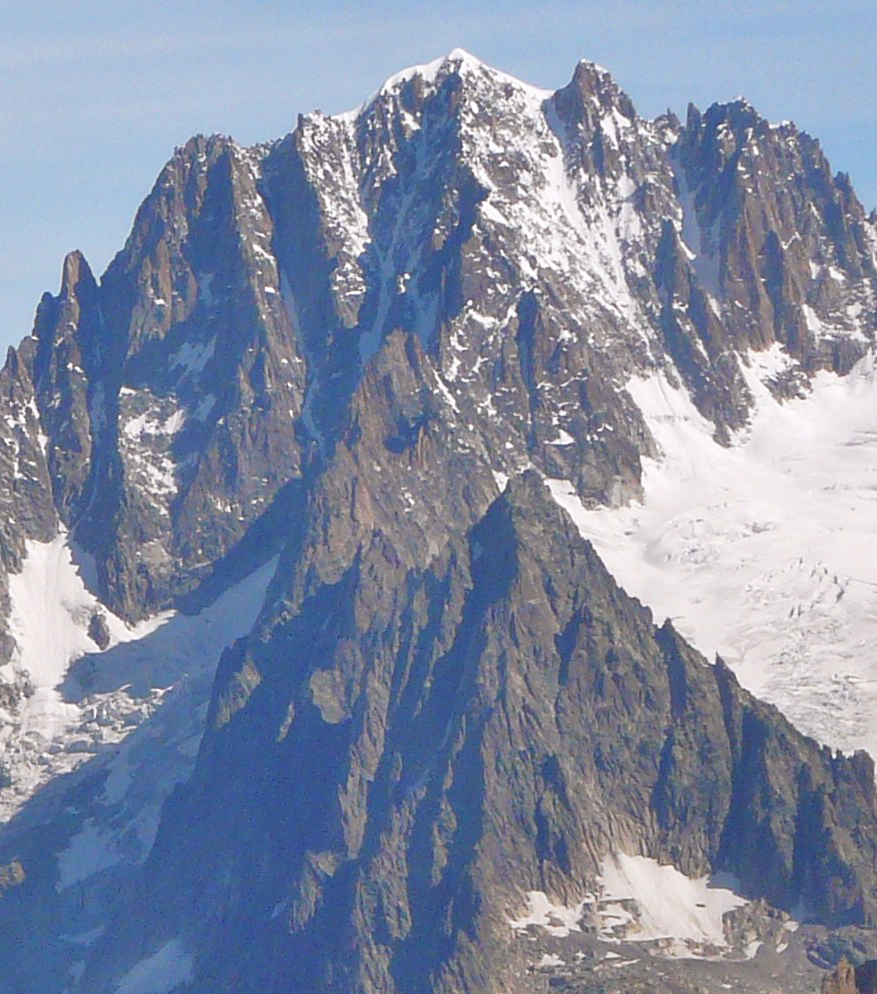
Vue depuis la télécabine Panoramic Mont-Blanc au sud-ouest de l'aiguille Verte dominant le Cardinal, l'Enfant de Chœur, l'Évêque, la Nonne et l'aiguille du Moine.